# Società dei Carpofori

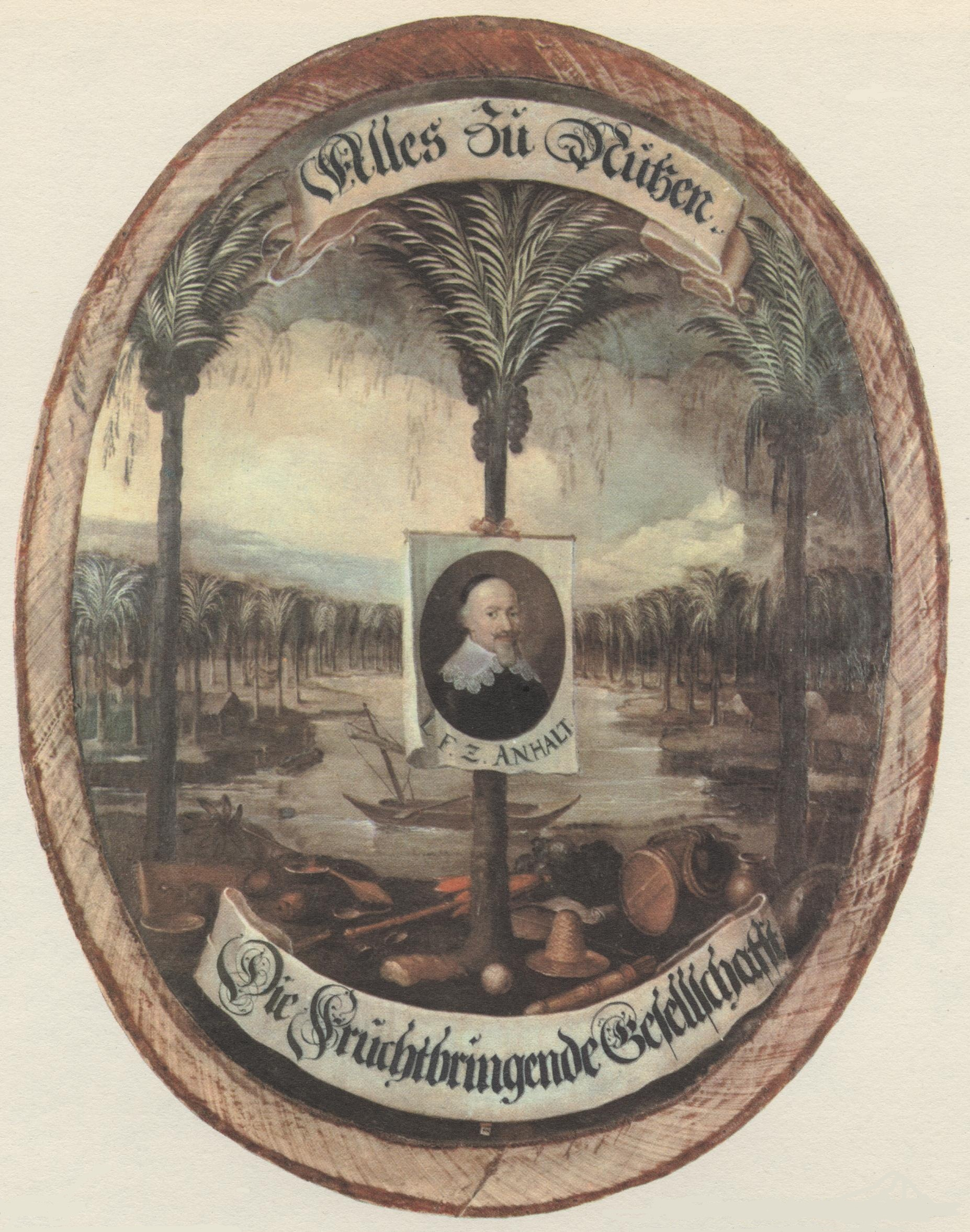
Stemma della Fruchtbringende Gesellschaft: palma da cocco con il ritratto del principe Luigi di Anhalt-Köthen.

La Società dei Carpofori (tedesco: Fruchtbringende Gesellschaft; latino: Societas fructifera), che aveva adottato come propria insegna una palma da cocco indiana, fu una società culturale e letteraria tedesca che contò circa 890 membri, distinguendosi come la più grande associazione dell'epoca barocca.

## La nascita
In occasione del funerale della Duchessa Dorotea Maria di Sassonia-Weimar, alcuni principi tedeschi si ritrovarono al Castello di Hornstein (proprietà dei Sassonia-Weimar) per le esequie il 24 agosto 1617. Discutendo, si intavolarono questioni filosofiche e letterarie e il Feldmaresciallo Kaspar von Teutleben propose la fondazione di una società e spontaneamente il Principe Ludovico I di Anhalt-Köthen e suo figlio i tre Duchi che attorniavano il Sassonia-Weimar coi loro possedimenti (Federico, Giovanni Ernesto e Guglielmo), e i feldmarescialli Christoph von Krosigk e suo fratello Bernhard, aderirono a questa iniziativa: nacque così la società dei carpofori. 
L'associazione si modellò sull'italiana Accademia della Crusca e il primo suo presidente fu per l'appunto il Principe Ludovico I di Anhalt-Köthen.

## Scopi della società
Lo scopo essenziale della Società dei Carpofori era quello di diffondere la cultura e la lingua tedesca, promuovendo la diffusione delle opere artistiche, letterarie, scientifiche, teatrali della terra di Germania. In questa organizzazione si può anche vedere uno sfondo patriottico di legame che sarà la base per gettare i primi spiriti unitari del paese.

## Organizzazione
Il capo della società veniva scelto con carica a vita e la sua casa veniva considerata la sede della società. La prima sede della società, dal 1617 al 1650 fu la residenza del principe Luigi a Köthen. I nuovi membri venivano ammessi di comune accordo tra i membri già ammessi ed il capo della società. Gran parte di loro proveniva dall'aristocrazia, ma altri erano indicati come non nobili. Per colmare queste differenze sociali, Luigi inventò l'utilizzo di nome fittizio e la proibizione di usare titoli nobiliari, di modo che tutti potessero sentirsi fratelli e sullo stesso piano. Tra gli 890 membri si trovavano solo due teologi protestanti (Johann Valentin Andreae e Johann Rist), dal momento che la società non era interessata a questioni religiose.
Tra i membri si trovavano numerosi stranieri come Axel Oxenstierna e Ottavio Piccolomini. Ufficialmente le donne non erano ammesse come membri, ma difatti in molti casi esse partecipavano alle riunioni della società con il nome d'arte dei mariti. In relazione a questo fatto venne fondata la Nobile Accademia dei Leali, che viene considerata la controparte della società dei carpofori, composta esclusivamente da donne e fondata per merito della Principessa Anna di Anhalt-Bernburg.

## Ascesa e caduta
La società crebbe velocemente e costantemente, continuando ad accogliere sempre più membri. Essa raggiunse il proprio azimuth nel 1650 alla morte del principe Luigi. La decadenza iniziò sotto il secondo capo della società, il Principe Guglielmo. Quando il 4 giugno 1680 il terzo duca morì la società perse il proprio vigore e la propria iniziativa in quanto venivano a meno i principi che volevano aderirvi: la Germania intera stava proiettando in vie diverse i propri interessi.

## Capi della Società dei Carpofori
- 1617-1650: Luigi I di Anhalt-Köthen
- 1651-1662: Guglielmo di Sassonia-Weimar
- 1667-1680: Augusto di Sassonia-Weissenfels

Il principe Luigi rimase in carica dal 24 agosto 1617, sino alla propria morte nel 1650 e l'anno successivo, l'8 maggio 1651 venne eletto il suo successore. Alla morte di Guglielmo, il 17 maggio 1662 vi furono cinque anni di interregnum, dovuti alla minaccia turca. Solo il 15 luglio 1667 il Duca Augusto di Sassonia-Weissenfels poté essere eletto a capo della società.

## Elenco dei membri della Società dei Carpofori
A - B - C - D - E - F - G - H - I - J - K - L - M - N - O - P - Q - R - Sa - Sch - Se-Si - Sl-Sz - T - U - V - W - X - Y - Z

### A
- Matthias Abele von und zu Lilienberg - der Entscheidende
- Hans Albrecht Achill von Stierling - Der Gewehnte
- Tobias Adami - der Gehärte
- Christoph Albrecht von Adelsheim - der Vielwerte
- Johann Georg Aeschel - der Ehrbare
- Konrad Gumprecht von Aldenbrück - der Dienende
- Anton von Aldenburg - der Geschätzte
- Gebhard XXV von Alvensleben - der Ausjagende
- Kuno von Alvensleben - der Reifende
- Johann Valentin Andreae - der Mürbe
- Cristiano I di Anhalt-Bernburg - der Sehnliche
- Cristiano II di Anhalt-Bernburg - der Unveränderliche
- Ernesto di Anhalt-Bernburg - der Wohlbewahrte
- Carlo Ursino di Anhalt-Bernburg - der Kommende
- Vittorio Amedeo di Anhalt-Bernburg - der Gerühmte
- Giorgio Ariberto di Anhalt-Dessau - der Anmutige
- Giovanni Giorgio I di Anhalt-Dessau - der Wohlriechende
- Giovanni Giorgio II di Anhalt-Dessau - der Gefüllte
- Giovanni Casimiro di Anhalt-Dessau - der Durchdringende
- Federico di Anhalt-Harzgerode - der Stetsgrünende
- Emmanuele di Anhalt-Köthen - der Strebende
- Lebrecht di Anhalt-Köthen - der Angenehme
- Luigi I di Anhalt-Köthen - der Nährende
- Luigi il Giovane di Anhalt-Köthen - der Saftige
- Guglielmo Luigi di Anhalt-Köthen - der Erlangende
- Augusto di Anhalt-Plötzkau - der Sieghafte
- Ernesto Amedeo di Anhalt-Plötzkau - der Starke
- Antonio Günther di Anhalt-Zerbst - der Fürtreffliche
- Giovanni di Anhalt-Zerbst - der Wohlgestalte
- Giovanni Adolfo di Anhalt-Zerbst - der Starkriechende
- Giovanni Luigi di Anhalt-Zerbst - der Besprengte
- Carlo Guglielmo di Anhalt-Zerbst - der Schattichte
- Rodolfo di Anhalt-Zerbst - der Süße
- Robert Anstruther - der Fleißige
- Bernhard von Arnim - der Zusiegelnde
- Hans Georg von Arnim - der Gepriesene
- Johann Christoph Arnschwanger - der Unschuldige
- Achatz von der Asseburg - der Durstige
- Johann von der Asseburg - der Stammhafte
- Ludwig von der Asseburg - der Durchleuchtende
- Guglielmo Cristoforo d'Assia-Homburg - der Geschmückte
- Giovanni d'Assia-Braubach - der Stattliche
- Luigi VI d'Assia-Darmstadt - der Unerschrockene
- Luigi VII d'Assia-Darmstadt - der Huldreiche
- Federico d'Assia-Eschwege - der Fliegende
- Federico II d'Assia-Homburg - der Kleberichte
- Giorgio Cristiano d'Assia-Homburg - der Beherzte
- Maurizio d'Assia-Kassel - der Wohlgenannte
- Guglielmo V d'Assia-Kassel - der Kitzlichte
- Guglielmo VI d'Assia-Kassel - der Auerkorne
- Guglielmo IV d'Assia-Rotenburg - der Fütternde

### B
- Georg von Backstroh - der Niedergetretene
- Federico V di Baden-Durlach - der Verwandte
- Johan Banér - der Haltende
- Levin von Barby - der Aufgehaltene
- Alberto Federico di Barby-Mühlingen - der Dienliche
- Jost Günter of Barby and Mühlingen - der Güldene
- Friedrich von Baur - der Strenge
- Johann Christoph von Baur - der Wärmende
- Sebastian Beer - der Vielgeübte
- Johann Georg von Bendeleben - der Gewappnete
- Federico Ludolfo di Bentheim-Alpen - der Ergetzende
- Ernesto Guglielmo di Bentheim-Bentheim - der Vielmögende
- Guglielmo Enrico di Bentheim-Steinfurt - der Kräftige
- Giovanni Adolfo di Bentheim-Tecklenburg - der Hauptsächliche
- Maurizio di Bentheim-Tecklenburg - der Vielgeliebte
- Barthold von Berckentin - der Fremde
- Ernst von Berg - der Bedeutende
- Georg von Bergen - der Gutherzige
- Jost Rudolf von Berkefeld - der Geehrte
- Burkhardt von Berlepsch - der Kurzweilige
- Hartmann von Berlepsch - der Gebrauchte
- Otto Wilhelm von Berlepsch - der Nangehende
- Johann Beyer von Wallichen - der Begegnende
- Cambises Bianchi del Piano - der Seltene
- Matthias von Biedersehe - der Niederlegende
- Steno Bielke - der Hochwerte
- Hans Hermann von Biesenrodt - der Verbietende
- Sigmund von Birken - Der Erwachsene
- Wilhelm of Birkenfeld - der Andere
- Gottfried von Bissing - der Schmiegende
- Jürgen von Biswang - der Häusliche
- Hans Adam von Blettlau - der Tröstende
- Hans von Blome - der Auslassende
- Andreas Samuel Bocht - der Hervorbrechende
- Bodo von Bodenhausen - der Hübsche
- Kraft von Bodenhausen - der Hochtreibende
- Kuno Ordomar von Bodenhausen - der Bequeme
- Kurt von Bodenhausen - der Erläuternde
- Christian Heinrich von Börstel - der Erlängernde
- Ernst von Börstel - der Truckene
- Ernst Gottlieb von Börstel - der Anreizende
- Hans Ernst von Börstel - der Bittere
- Heinrich von Börstel - der Eilende
- Kurt von Börstel - der Bestreitende
- Kurt Christoph von Börstel - der Wiederfindende
- Ludwig von Börstel - der Wirkende
- Joachim von Böselager - der Aufhaltende
- Friedrich von Boineburg - der Anziehende
- Friedrich von Boineburg - der Putzende
- Johann von der Borch - der Gedeihende
- Georg Friedrich von dem Borne - der Vorbereitende
- Karl von Bose - der Bewahrende
- Hans Bernd von Botzheim - der Kühlende
- Christoph Karl von Boxberg - der Begierige
- Hans Jost von Boyneburgk - der Verstopfende
- Benno Friedrich Brand von Lindau - der Steife
- Hans Friedrich Brand von Lindau - der Bekleibende
- Joachim Friedrich Brand von Lindau - der Mittelnde
- Federico Guglielmo di Brandeburgo - der Untadeliche
- Giorgio Guglielmo di Brandeburgo - der Aufrichtende
- Giovanni di Brandeburgo - der Abwendende
- Sigismondo di Brendeburgo - der Treffliche
- Cristiano di Brandeburgo-Bayreuth - der Vollblühende
- Georg Friedrich von Brandenstein - der Vertreibende
- Wolf Dietrich von Brandenstein - der Ausbrechende
- Hans Friedrich von Brassikan - der Treffende
- Giorgio di Brunswick-Lüneburg - der Fangende
- Cristiano Luigi di Brunswick-Lüneburg - der Reinherzige
- Antonio Ulrico di Brunswick-Lüneburg - der Siegprangende
- Augusto il Giovane, Duca di Brunswick-Lüneburg - der Befreiende
- Ferdinando Alberto I di Brunswick-Lüneburg - der Wunderliche
- Federico Ulrico Brunswick-Lüneburg-Wolfenbüttel - der Dauerhafte
- Rodolfo Augusto Brunswick-Lüneburg-Wolfenbüttel - der Nachsinnende
- Melchior von Breitenbauch - der Bekräftigende
- Wolf Christoph von Breitenbauch - der Verursachende
- Karl von Brietzke - der Setzende
- Eustachius von Brincken - der Besondere
- Johann von Brincken - der Gerührte
- Johann Dietrich von Brincken - der Tötende
- Wilhelm von Brincken - der Beregnete
- Heinrich von Brockdorff - der Deckende
- Pierre de Brossard - der Lösende
- Otto Wedige von Buch - der Wohlstehende
- August Buchner - der Genossene
- Paul von Buchwald - der Ähnliche
- Augustin von Bülow - der Niederdrückende
- Julius von Bülow - der Zerteilende
- Günther von Bünau - der Frohe
- Günther Georg von Bünau - der Unergründete
- Rudolf von Bünau - der Versorgende
- Rudolf von Bünau  der Gesellige
- Christoph Ulrich von Burgsdorff - der Wiedererstattende
- Georg Ehrenreich von Burgsdorff - der Vielährichte
- Konrad von Burgsdorff - der Einfältige
- Hans Julius von Burkersroda - der Gewaltige
- Nikolaus von Buschhausen - der Heilsamste

### C
- Kurt Reinicke von Callenberg - der Durchwachsene
- Ludwig Heidenreich von Callenberg - der Gelinde
- Otto Heinrich von Callenberg - der Erweichende
- Anton von Charrcard - der Unbekannte
- Sigmund Adam von Closen - der Wohlbehagende
- Kaspar Colonna - der Zertreibende
- Johann Friedrich von Concin - der Belustigende
- Johann Cothmann - der Beharrliche
- Franz von Cramm - der Bedeckte
- Hans Jakob von Cratz - der Unversäumte
- Hartmut von Cronberg - der Kleine
- Johann Daniel von Cronberg - der Wegtreibende
- Johann Georg Czigan - der Verderbende

### D
- Moritz Adolf von Dehn-Rotfelser - der Geschickte
- Christoph Deichmann - der Lautere
- Jean Delaporte - der Artende
- Hans Christoph von Denstedt - der Angreifende
- Ulrich von Dewitz - der Liebäugelnde
- Hans Eitel Dieden zum Fürstenstein - der Lebende
- Philipp Melchior Dieden zum Fürstenstein - der Gekräuselte
- Arnold von Diepenbroick - der Gefundene
- Hermann von Diepenbroick - der Kernhafte
- Konrad Rötger von Diepenbroick - der Süßliche
- Hans von Dieskau - der Tilgende
- Hieronymus von Dieskau - der Verneurende
- Karl von Dieskau - der Wendende
- Karl von Dieskau - der Schneeweiße
- Rudolf von Dieskau - der Niedrige
- Georg Dietrich von Rondeck - der Ruhmwürdige
- Rudolf von Dietrichstein - der Ätzende
- Anton von Ditfurth - der Ungefehrte
- Ernst Ludwig von Ditfurth - der Auflösende
- Franz von Ditfurth - der Rotbraune
- Christoph von Dohna - der Heilende
- Levin von Donop - der Steurende
- Robert Douglas - der Lebhafte
- Rudolf von Drachenfels - der Stoßende
- Wilhelm Ernst von Drachenfels - der Ungewisse
- Hans Friedrich von Drachsdorf - der Beständige
- Everwin von Droste - der Labende
- Lorenz Dubois - der Unverfälschte

### E
- Hans Christoph von Ebeleben - der Redliche
- Ernst Albrecht von Eberstein - der Wohlverdiente
- Hans Georg von Eberstein - der Abtuende
- Christian Friedrich von Einsiedel - der Berötete
- Georg Haubold von Einsiedel - der Übertreffende
- Heinrich Friedrich von Einsiedel - der Gleiche
- Kurt von Einsiedel - der Ersprießliche
- Georg Heinrich von Ende - der Entleibende
- Hans Adam von Ende - der Geschäftige
- Justus Heinrich von Ende - der Gnügsame
- Wolf Rudolf von Ende - der Überhäufte
- Michael Engelhardt - der Sänftigende
- Ernst Dietrich von Erdmannsdorff - der Zärtliche
- Hans Hartmann von Erffa - der Verhelfende
- Burkhard von Erlach - der Gesunde
- Alexander Erskein - der Fürsichtige
- Heinrich Wilhelm von Eschwege - der Fröhliche
- Burchard von Esebeck - der Wegnehmende
- Anton Heidenreich von Exterde - der Günstige
- Franz Wilhelm Extraude - der Verschmähte

### F
- Gustav Adolf von Farensbach - der Liebkosende
- Johannes Fischer - der Reiche
- William Forbes - der Sonderliche
- Michael Frankenberger - der Erscheinende
- Georg von Frantzke - der Gleichende
- Ernst von Freyberg - der Hochgefärbte
- Hans Ernst von Freyberg - der Ausführende
- Wilhelm Heinrich von Freyberg - der Gleichgefärbte
- Adam Samuel Freystein - der Klärende
- Dietrich Wilhelm von Friesen - der Erregende
- Heinrich d J von Friesen - der Belohnende
- Karl von Friesen - der Begehrte
- Karl von Friesen - der Erwählte
- Georg Frost - der Harte
- Franz Ico von Frydag - der Läuternde
- Christian Funcke - der Funkende

### G
- Georg Sigismund Gall von Gallenstein - der Hochwürdige
- Kaspar von Gängl - der Entladende
- Friedrich Wilhelm von Gans - der Verhaltende
- Johann Peter Geisel - der Ernsthafte
- Eitel Wilhelm von Geismar - der Wohlgebrauchte
- Hans Dietrich von Geismar - der Preisende
- Jost Wilhelm von Geismar - der Eröffnende
- Ludwig Philipp von Geismar - der Artliche
- Wolf Bernhard von Geispitzheim - der Umbringende
- Hans Jakob Geringer - der Eintreibende
- Hans Hieronymus von Gersdorff - der Stopfende
- Heinrich Eberhard von Gersdorff - der Breite
- Nikolaus von Gersdorff - der Vorbauende
- Peter von Gersdorff - der Erjagende
- Hans Philipp von Geuder - der Ergänzende
- Ludwig Geyso - der Zernichtende
- Joachim von Glasenapp - der Erwachsende
- Hans Jakob von Gleissenthall - der Ausfütternde
- Samuel von Göchhausen - der Behägliche
- Georg von der Goltz - der Verdauende
- Thomas von Görne - der Wachsende
- Siegmund von Götzen - der Würdigste
- Johann Graaß - der Erfüllte
- Eberhard Grave von Graventhal - der Taurende
- Heinrich Christoph von Griesheim - der Eingebende
- Wolff Melchior von Griesheim - der Bereite
- Karl Melchior Grodnitz von Grodnau - der Behütende
- Ernst von der Groeben - der Unvermeinte
- Levin Ludwig von der Groeben - der Blendende
- Ludwig von der Groeben - der Reizende
- Otto von Grote - der Hindernde
- Johann Enno von Grotthuß - der Verrichtende
- Andreas Gryphius - Der Unsterbliche
- Christian Gueintz - der Ordnende
- Ernst Christoph von Günderode - der Besteckende
- Friedrich Kasimir von Günderode - der Leichte

### H
- Hans Siegmund von Hagen - der Fromme
- Michael Hermann von Hagen - der Gewährende
- Siegmund von Hagen - der Bewährte
- Bernd von Hagen, gen Geist - der Sauersüße
- Friedrich Ulrich von Hagen - der Lieblichste
- Levin Ludwig von Hahn - der Zusammenziehende
- Werner von Hahn - der Forttreibende
- Heinrich von Hake - der Jüngere
- Joachim Friedrich von Halberstadt - der Brauchbare
- Hans Albrecht von Halck - der Wohlschmeckende
- Hans Adolf von Hammerstein - der Erhaltende
- Friedrich Kasimir von Hanau - der Erhöhende
- Philipp Moritz von Hanau-Münzenberg - der Faselnde
- Augustus von Hanow - der Glänzende
- Ernst Friedrich von Hanstein - der Ertrucknende
- Volkmar Happe - der Abtrocknende
- Friedrich Asche von Hardenberg - der Grünrote
- Hans Christoph von Hardenberg - der Erwärmende
- Hans Kurt von Hardenberg - der Kalte
- Eustachius II von Harras - der Einsame
- Georg Philipp Harsdörffer - Der Spielende
- Hermann Adolf von Harstall - der Geneigte
- Georg Ernst von Hartitzsch - der Vielgenützte
- Christoph von Hartlow - der Nankletternde
- Heinrich Lutter von Haxthausen - der Bebende
- Johann von Haxthausen - der Mildere
- Tönnies Wulf von Haxthausen - der Prächtige
- Georg Achaz Heher - der Mitteilende
- David Elias Heidenreich - der Willige
- Georg Friedrich von Helldorf - der Geltende
- Franz von Hennin - der Saure
- Jobst Gerhard von Hertefeld - der Würgende
- Moritz von Hertingshausen - der Abkühlende
- Georg de Hertoghe - der Anständige
- Sigismund Heusner von Wandersleben - der Räumende
- Wolf Heinrich von der Heyden - der Fortstellende
- Georg Peter von der Heydte - der Stachlichte
- Karl Gustav von Hille - der Unverdrossene
- Bodo von Hodenberg - der Enthärtende
- Berndin Hofer von Lobenstein - der Frühblühende
- Wolf Lorenz von Hofkirch - der Fechtende
- Kaspar von Hohberg - der Abnehmende
- Wolf Helmhard von Hohberg - der Sinnreiche
- Johannes von Hohenfeld - der Grünende
- Enrico Federico di Hohenlohe-Langenburg - der Ablenkende
- Giovanni Federico di Hohenlohe-Neuenstein - der Streitbare
- Giorgio Federico di Hohenlohe-Neuenstein-Weikersheim - der Getreue
- Cristiano di Hohenlohe-Waldenburg-Bartenstein - der Niedliche
- Adolf Hans of Holstein - der Geliebte
- Ottone V di Holstein-Schaumburg - der Werte
- Ernst Christoph Homburg - der Keusche
- Friedrich Hortleder - der Einrichtende
- Julius von Hoym - der Verbessernde
- Ludwig Gebhard von Hoym - der Nachdenkliche
- Christian Hübner - der Benehmende
- Tobias Hübner - der Nutzbare
- Hans Jost von Hundelshausen - der Trotzende

### I
- Andreas von Ihlenfeld - der Braunlichte
- Fritz von Ihlefeld - der Verkriechende
- Enno Wilhelm von Innhausen und Knyphausen - der Verfolgende
- Philipp Wilhelm von Innhausen und Knyphausen - der Verliebte

### J
- Hans Ernst von Jagemann - der Bunte
- Ludwig von Janus - der Wohlreinigende
- Friedrich von Jena - der Starkwürkende
- Matyás Jizbicky z Jizbice - der Holdselige
- Cyprian Jonas von Lilgenau - der Reichende
- Johann Quintin Jörger von Tollet - der Erwerbende

### K
- Gerhard Romilian von Kalcheim - der Ausheilende
- Wilhelm von Kalcheim, gen Lohausen - der Feste
- Hans Rudolf von Kalitsch - der Unbekümmerte
- Ludwig von Kannacher - der Behülfliche
- Christian Ernst von Kanne - der Klügliche
- Detloff von Kappell - der Eingezogene
- Hermann von Kardorf - der Schönweiße
- Hans von Katte - der Vergessene
- Hans Christoph von Katte - der Austaurende
- Seifried von Kayn - der Aufgelegte
- Martin von Kempe - Der Erkorne
- Hans Andreas Kessler von Kessel - der Befördernde
- Friedrich Christoph von Keudell - der Säubernde
- Hans Wilhelm von Keudell - der Schwärmende
- Heinrich von Keudell - der Färbende
- Wilhelm von Keudell - der Umwickelnde
- James King - der Verbleibende
- Ulrich von Kinsky und Tettau - der Freigebige
- Anton von Kirchberg - der Immernüchterne
- Georg von Kirchberg - der Erweiternde
- Georg Ludwig von Kirchberg - der Weisende
- Paul Klein von Gleen - der Vermögende
- Ewald von Kleist - der Ergetzliche
- Daniel Klesch - der Kräftigste
- Achaz von dem Knesebeck - der Wiederaufkommende
- Franz Julius von dem Knesebeck - der Geheime
- Hempo von dem Knesebeck - der Gute
- Levin von dem Knesebeck - der Antreibende
- Thomas von dem Knesebeck - der Emsige
- Thomas von dem Knesebeck - der Gesegnete
- Jodok Hilmar von Knigge - der Berühmete
- Johann Wilhelm von Knippenburg - der Ausholende
- Christian Ernst von Knoch - der Weichende
- Hans Friedrich von Knoch - der Beste
- Hans Ludwig von Knoch - der Platte
- Kaspar Ernst von Knoch - der Ausbreitende
- Otto Heinrich von Knorr - der Weidende
- Michael König - der Rechtmäßige
- Hans Christoff von Königsmarck - der Streitende
- Otto Wilhelm von Königsmarck - der Hochgeneigte
- Bernhard von Könneritz - der Schleunige
- Johann Köppen - der Dritte
- Kaspar Kuno von Körbitz - der Erlösende
- Georg von Kötschau - der Prangende
- Johann Kasimir Kolb von Wartenberg - der Bessere
- Johann von Kopy - der Austilgende
- Detlef Korff - der Bleibende
- Hans Georg von Koseritz - der Entbindende
- Hans Jakob von Koseritz - der Bindende
- Friedrich von Kospoth - der Helfende
- Friedrich von Kospoth - der Entspringende
- Wilhelm von Kospoth - der Zuheilende
- Daniel Kottulinsky von Kottulin - der Nüchterne
- Dietrich von Kracht - der Beißende
- Friedrich Wilhelm von Kracht - der Genießliche
- Heinrich von Krackenhof - der Befriedigende
- Heinrich von Krage - der Gemästete
- Kasimir Dietrich von Krage - der Wohlbestehende
- Rudolf Wilhelm Krause - der Bescheidene
- Joachim Ernst von Krockow - der Wichtige
- Christoph von Kropff - der Zuschließende
- Adolf Wilhelm von Krosigk - der Zerstöbernde
- Bernhard von Krosigk - der Reinliche
- Christoph von Krosigk - der Wohlbekommene
- Gebhard Friedrich von Krosigk - der Wohlbedeckte
- Heinrich Philibert von Krosigk - der Mäßigende
- Ludolf Lorenz von Krosigk - der Erlabende
- Matthias von Krosigk - der Verbesserte
- Vollrad von Krosigk - Der Nötige
- Vollrad Ludolf von Krosigk - der Liebe
- Georg Adam von Kuefstein - der Kunstliebende
- Johann Dietrich von Kunowitz - der Vollziehende

### L
- Wolf Joachim Laminger von Albenreuth - der Zeitige
- Olaf von der Lancken - der Scheuchende
- Rickwan von der Lancken - der Zugeeignete
- Hieronymus Ambrosius Langenmantel - der Wenigste
- Magnus Laurwaldt - der Schöne
- Christian Legell - der Bemühete
- Christoph von Lehndorf - der Reinigende
- Christoph Christian zu Altleiningen
- Friedrich Wilhelm von Leiningen - der Gelobte
- Johann Anton von Leiningen - der Beliebliche
- Philipp II von Leiningen Westerburg - der Inhaltende
- Simon Philipp von Leiningen Westerburg - der Höfliche
- Friedrich von Leliwa - der Leschende
- Jobst Heimart von Lenthe - der Schönblühende
- Hans Heinrich von Lest - der Glückselige
- Kaspar von Lethmate - der Unverzagte
- Hans August von Leutsch - der Jagende
- Joachim Dietrich von Levetzow - der Glückliche
- Erasmus II von Limpurg - der Verwelkte
- Johann Gottfried von Linsingen - der Unempfindliche
- Jost Hermann zur Lippe - der Zuträgliche
- Philipp zur Lippe-Alverdissen - der Annehmliche
- August zur Lippe-Brake - der Ungefärbte
- Otto zur Lippe-Brake - der Braune
- Simon VII zur Lippe-Detmold - der Lange
- Simon Ludwig zur Lippe-Detmold - der Durchsuchende
- Joachim Sigismund von Loeben - der Erzeigende
- Friedrich von Logau - Der Verkleinernde
- Fridericus Justus Lopez de Villa Nova - der Honighafte
- Christian Lorentz von Adlershelm - der Immergrüne
- Christoph von Loss - der Verschaffende
- Hans Kaspar von Loss - der Erlegende
- Adam von Lowtzow - der Schwarzbraune
- Georg Heinrich von Luckowien - der Abweisende
- Wolf Siegmund von Lüchau - der Gewisse
- Wilhelm von Lüdinghausen, gen Wolf - der Enthebende
- Bernhard Kaspar von Lüninck - der Nachdenkende
- Niklas Heinrich von Lüninck - der Befestende
- Markus von der Lütke - der Steigende
- Christian von Lüttichau - der Ungewartete
- Friedrich Apell von Lüttichau - der Wohltätige
- Johann Kaspar von Lützelburg - der Hinderliche

### M
- Hans Haubold von Maltitz - der Zähmende
- Christoph Maximilian von Mämming - der Guttätige
- Franz Maximilian von Mansfeld - der Vielgelobte
- Johann Georg zu Mansfeld - der Auserlesene
- Eberhard von Manteuffel, gen Szoege - der Saurliche
- Johann von Mario zu Gammerslewe - der Goldgelbe
- Hans Wilhelm von Marschall - der Taugliche
- Alexander Haubold Marschall von Bieberstein - der Scharfe
- Georg Job Marschall von Bieberstein - der Mehrende
- Hans Dietrich Marschall von Bieberstein - der Anfrischende
- Moritz Thamm Marschall von Bieberstein - der Wertbefundene
- Johann Adolf Marschall von Gosserstedt - der Ausklärende
- Kaspar Heinrich Marschall von Gosserstedt - der Geordnete
- Rudolf Levin Marschall von Gosserstedt - der Abschaffende
- Wolf Dietrich Marschall von Gosserstedt - der Kriechende
- Joachim von der Marwitz - der Erweisende
- Johann Georg von der Marwitz - der Getreuliche
- Moritz d Ä von der Marwitz - der Wiederbringende
- Siegmund von der Marwitz - der Anlockende
- Gaspard Simon de Masan - der Verhindernde
- Adolf von May - der Freundselige
- Joachim Mechovius - der Gedeiliche
- Gustav Adolf von Mecklenburg-Güstrow - der Gefällige
- Johann Albrecht II of Mecklenburg-Güstrow - der Vollommene
- Adolf Friedrich I of Mecklenburg-Schwerin - der Herrliche
- Friedrich von Mecklenburg-Schwerin - der Fügliche
- Hans Georg von Mecklenburg-Schwerin - der Brechende
- Georg von Meding - der Bedüngete
- Hermann von Mengersen - der Vorgehende
- Johann Heinrich von Menius - der Lobreiche
- Franz von Mercy - der Anzeigende
- Kaspar von Mercy - der Hehre
- Hans Heinrich von Merlau - der Stillende
- August Friedrich von Metzsch - der Vertilgende
- Joachim Christian von Metzsch - der Tüchtige
- Christian Friedrich Meurer - der Wohlerkannte
- Liebmann von Meusebach - der Windende
- Bernhard Meyer - der Gültige
- Georg Philipp von Meysenburg - der Runde
- Johann von Meysenburg - der Listige
- Kurt von Meysenburg - der Abwehrende
- Tobias Michaelis - der Treumütige
- Wilhelm von Micrander - der Entledigende
- Martinus Milagius - der Mindernde
- Karl Milchling von Schönstadt - der Fertige
- Dietrich von Miltitz - der Erkannte
- Hans Kaspar von Miltitz - der Hochwachsende
- Joachim von Mitzlaff - der Offene
- Ludwig Friedrich Mörsberg zu Blankenhain und Kranichfeld - der Tätige
- Hans Ernst von Molshain - der Schönrote
- Karl Heinz Morawiczky von Rudnitz - der Treuherzige
- Gaspard Corneille de Mortaigne - der Gewidmete
- Heinrich de Mortaigne - der Willkommene
- Johann Michael Moscherosch - Der Träumende
- Hans Georg von Mücheln - der Erleichternde
- Jobst Bernhard von Mücheln - der Findende
- Gottfried Müller - der Aufweckende
- Peter Müller - der Treumeinende
- Hilmar Ernst von Münchhausen - der Verträglich
- Johann von Münster - der Arzneiende
- Wenzel Wilhelm Mylner von Mylhausen - der Ursprüngliche

### N
- John Nairn of Mukkersy - der Dämpfende
- Hans Christoph von Naso - der Schmückende
- Heinrich Christoph von Naso - der Herzhafte
- Georg Ludwig of Nassau-Dillenburg - der Wackere
- Johann Ludwig of Nassau-Hadamar - der Erklärende
- Moritz Heinrich of Nassau-Hadamar - der Hegende
- Johann Ludwig of Nassau-Saarbrücken-Ottweiler - der Dünne
- Rudolf von Neidschütz - der Ritterliche
- Georg Neumark - der Sprossende
- Friedrich von Nimptsch - der Verdeckte
- Georg von Nismitz - der Ausbündige
- Nikolaus Nissen - der Erstreckende
- Georg Nitzschky - der Wohltuende
- Johann Heinrich Notthaft von Wernberg - der Nachsuchende

### O
- Johann Heinrich Oberhaupt von Schwarzenfels - der Versuchte
- Ferdinand Oepp - der Austreibende
- Johann Kaspar von Oer -der Vergnügliche
- Jaspar von Oertzen - der Verständige
- Heinrich von Oeynhausen - der Währende
- Anton Günther of Oldenburg - der Unbetriegliche
- Christian IX of Oldenburg-Delmenhorst - der Vergüldete
- Adam Olearius - der Vielbemühete
- Martin Opitz - der Gekrönte
- Friedrich Kasimir of Ortenburg - der Verharrende
- Stoislaff von der Osten - der Unscheltbare
- Hans Georg von Osterhausen - der Hochverliebte
- Hans Thilo von Osterhausen - der Zertreibende
- Daniel von Overberg - der Nutzende
- Axel Oxenstierna - der Gewünschte

### P
- Hartwig von Passow - der Krause
- Christian Franz Paullini - der Wachsame
- Georg Friedrich von Pawel - der Lustige
- Karl Friedrich von Pawel - der Diensame
- Andreas von Pawell-Rammingen - der Wohlversuchte
- Gustav Karl von Paykull - der Erfreuliche
- Georg Franz von Peblis - der Sanfte
- Georg von Peccatel - der Behaltende
- Christian von Pentz - der Ansehnliche
- Balthasar von Peres - der Werkliche
- Siegmund von Peterswald - der Scharfsprützende
- Gerhard Pfannkuch - der Befestigende
- Kaspar Pfau - der Anhaltende
- Dietrich von Pflug - der Stechende
- Hans Christoph von Pflug - der Bezäumende
- Karl von Pflug - der Mächtige
- Hans von der Pforte - der Bemeisternde
- Adam Dietrich von Pfuhl - der Weitläufige
- Gustav Adolf von Pfuhl - der Wurzelnde
- Kurt Christoph von Pfuhl - der Rühmliche
- Octavio Piccolomini - der Zwingende
- Konrad Balthasar Pichtel - der Überwindende
- Daniel von Plessen - der Reine
- Wolfgang von Plotho - der Aufhebende
- Winand von Polhelm - der Entnehmende
- Friedrich Seifert von Ponickau - der Sättigende
- Tobias von Ponickau - der Aufschließende
- Johann Albrecht Portner von Theuren - der Sorgsame
- Heinrich von Poser und Groß Naedlitz - der Geprüfte
- Michael Praun - der Vorstellende
- Otto von Preen - der Verborgene
- Kaspar von Pretlack - der Mildernde
- Lebrecht von Proeck - der Widrige
- Wilhelm von Proeck - der Räuchernde
- Georg Siegmund von Prösing - der Freiwillige
- Christian Friedrich Prüschenk von Lindenhofen - der Ordentliche
- Zacharias Prüschenk von Lindenhofen - der Fördernde
- Hans Christoph von Puchheim - der Zerbrechende

### Q
- Zacharias von Quetz - Der Gebräuchliche
- Adam Heinrich von Quingenberg - der Aufrechte
- Achatius von Quitzow - der Beistehende

### R
- David von Raben - der Wohlgefällige
- Rudolf von Rabiel - der Legende
- Jost Andreas von Randow - der Leimende
- Christian Reichsgraf zu Rantzau - Der Gezierte
- Detlef von Rantzau - der Ausgesuchte
- Paul von Rantzau - der Eingemachte
- Eberhard von Rappoltstein - der Schärfende
- Christoph Ludwig von Rasche - der Guttuende
- Wilhelm von Rath - der Abkratzende
- Johann Rauch - der Nachkommende
- Hans Christoph von Rauchhaupt - der Gestirnte
- Hans Georg von Rauchhaupt - der Überwältigende
- Barthold von Rautenberg - der Blühende
- Johann Georg von Rechenberg - der Vorbehaltene
- Adolf Heinrich von Reckerodt - der Ändernde
- Henrich von Redinghoven - der Erhitzende
- Johann Georg Reinhard - der Vergnügte
- Siegmund von Reisengrün und Grünlist - der Durchbrechende
- Heinrich I von Reuß - der Zierliche
- Heinrich I of Reuß - der Zierende
- Heinrich III von Reuß - der Spitzige
- Heinrich IV von Reuß - der Köstliche
- Heinrich III of Reuß - der Ermunternde
- Heinrich von Reuß - der Speisende
- Hans Georg von Ribbeck - der Beschützende
- Philipp Wilhelm von Rieder - der Sträubliche
- Hans Heinrich von Riedesel - der Knöpfichte
- Johann Rieße - der Schwarze
- Abraham von Rindtorf - der Kurze
- Johann Rist - Der Rüstige
- Johann Baptist von Ritter - der Ehrliche
- Hans von Rochow - der Beliebte
- Hans Zacharias von Rochow - der Trucknende
- Moritz August von Rochow - der Behende
- Otto Christoph von Rochow - der Ringende
- Ernst Dietrich von Röder - der Diensthafte
- Jobst Christoph von Römer - der Erkühlende
- Georg Ehrenreich von Roggendorf und Mollenburg - der Gedüldige
- Georg Ehrenreich von Roggendorf und Mollenburg - der Schamhafte
- Johann von Rohr - der Friedsame
- Johann Rolle - der Furchtreiche
- Friedrich von Rommel - der Leistende
- Niclas von Rossow - der Zermalmende
- Friedrich Rotter und Kostenthal - der Quälende
- Franz von Rouyer - der Herbe
- Hans von Rueß - der Adeliche
- Kai von Rumohr - der Ungemeine
- Friedrich Albrecht von Rumrott - der Wohlbewahrende
- Hans Kaspar von Rüxleben - der Zermahlende
- Christian von Ryssel - der Beschirmete

### Sa
- Giovanni Giorgio II di Sassonia - Der Preiswürdige
- Federico II di Sassonia-Altenburg - der Derbe
- Federico Guglielmo di Sassonia-Altenburg - der Unschätzbare
- Giovanni Filippo di Sassonia-Altenburg - der Köstlichste
- Giovanni Guglielmo II di Sassonia-Altenburg - der Teuere
- Adolfo Guglielmo di Sassonia-Eisenach - der Edele
- Alberto di Sassonia-Eisenach - der Unansehnliche
- Giovanni Giorgio I di Sassonia-Eisenach - der Trachtende
- Ernesto I di Sassonia-Gotha - der Bittersüße
- Federico di Sassonia-Gotha - der Allerliebste
- Bernardo di Sassonia-Jena - der Nachfolgende
- Augusto di Sassonia-Lauenburg - der Hundertfältige
- Francesco Alberto di Sassonia-Lauenburg - der Weiße
- Francesco Ermanno di Sassonia-Lauenburg - der Fortwuchernde
- Francesco Enrico di Sassonia-Lauenburg - der Scharfe
- Francesco Carlo di Sassonia-Lauenburg - der Schönste
- Giulio Enrico di Sassonia-Lauenburg - der Glückhafte
- Rodolfo Massimiliano di Sassonia-Lauenburg - der Rotgelbe
- Cristiano I di Sassonia-Merseburg - der Krönende
- Bernardo di Sassonia-Weimar - der Austrucknende
- Federico di Sassonia-Weimar - der Hoffende
- Federico di Sassonia-Weimar - der Friedenreiche
- Giovanni Ernesto I di Sassonia-Weimar "Il Giovane" - der Käumling
- Giovanni Ernesto di Sassonia-Weimar - der Richtigste
- Giovanni Federico di Sassonia-Weimar - der Entzündete
- Guglielmo di Sassonia-Weimar - der Schmackhafte
- Alberto di Sassonia-Weissenfels - der Muntere
- Augusto di Sassonia-Weissenfels - der Wohlgeratene
- Augusto il giovane di Sassonia-Weissenfels - der Behutsame
- Cristiano di Sassonia-Weißenfels - der Freundliche
- Enrico di Sassonia-Weißenfels - der Aufschießende
- Giovanni Adolfo I di Sassonia-Weissenfels - der Sorgfältige
- Maurizio di Sassonia-Zeitz - der Sittsame
- Angelo Sala - der Lindernde
- Christian Wilhelm Salvart von Falkenberg - der Singende
- Heinrich von Sandersleben - der Erfreuende
- Heinrich Christian von Sandersleben - der Geschickliche
- Joachim von Sandrart - der Gemeinnützige

### Sch
- Johann Bartholomäus Schäffer - der Dringende
- Christoph Dietrich von Schallenberg - der Schallende
- Dietrich von Scharde - der Geschwinde
- Johann Friedrich Scharff - der Unverachtete
- Friedrich von Scharffenstein - der Aufwachsende
- Heinrich Balthasar von Scheidingen - der Liebende
- Karsten Werner Schenck von Flechtingen - der Büßende
- Friedrich Schenk von Winterstedt - der Treibende
- Jakob Scherl - der Sauerhafte
- Dietrich von Schieck - der Dienstliche
- Friedrich von Schilling - der Langsame
- Jakob von Schleepusch - der Tröstliche
- Christian Ludwig von Schlegel - der Mannhafte
- Hans Heinrich von Schlegel - der Lockende
- Wolf von Schlegel - der Unentbehrliche
- Hans Georg von Schleinitz - der Öffende
- Augusto Federico di Holstein-Gottorp - der Auserwählte
- Federico III di Holstein-Gottorp - der Hochgeachte
- Anselmo di Holstein-Gottorp - der Nützliche
- Cristiano Adolfo di Schleswig-Holstein-Sonderburg - der Vielgerühmte
- Gioacchino Ernesto di Schleswig-Holstein-Sonderburg-Plön - der Sichere
- Filippo Luigi di Schleswig-Holstein-Sonderburg-Wiesenburg - der Wohgeartete
- Johann Albin Schlick - der Ausgetruckte
- Otto Hartmann von Schlitz - der Erhellende
- Melchior von Schlomach - der Bewachsene
- Johann Rudolf Schmid von Schwarzenhorn - der Verdiente
- Johann Schneidewind - der Wegräumende
- Johann Matthias Schneuber - der Riechende
- Georg Schöbel von Rosenfeld - der Himmlischgesinnte
- Andreas von Schönberg - der Schmäuchende
- Hans Dieterich von Schönberg - der Aufmunternde
- Kaspar Abraham von Schönberg - der Vorträgliche
- Moritz Christoph von Schönberg - der Willigste
- Johann Theobald von Schönfeldt - der Beruhigende
- Bostrup von Schört - der Geflissene
- Justus Georg Schottelius - Der Suchende
- Balthasar von Schrattenbach - der Versichernde
- Wilhelm von Schröter - der Geeignete
- Achaz IV von der Schulenburg - der Unbefleckte
- Gustav Adolf von der Schulenburg - der Hebende
- Hans XIII von der Schulenburg - der Furchtsame
- Joachim Johann von der Schulenburg - der Erfüllende
- Levin von der Schulenburg - der Liebliche
- Matthias von der Schulenburg - der Salzhafte
- Heinrich Schumacher - der Arbeitsame
- Michael Albrecht von Schwan - der Niederliegende
- Cristiano Günther di Schwarzburg-Arnstadt - der Wohlbewährte
- Luigi Günther di Schwarzburg-Arnstadt - der Entlähmende
- Carlo Günther di Schwarzburg-Rudolstadt - der Vermehrende
- Luigi Günther di Schwarzburg-Rudolstadt - der Stärkende
- Antonio Günther di Schwarzburg-Sondershausen - der Vielgütige
- Heuinrich von Schwechhausen - der Eigentliche
- Georg Hermann of Schweinitz - der Bringende
- Ottone di Schwerin - der Rechtschaffene

### Se - Si
- Hans von Sebottendorf - der Heftende
- Peter von Sebottendorf - der Wohlgemute
- Veit Ludwig von Seckendorf - der Hilfreiche
- Hans von Seebach - der Künstliche
- Klaus von Sehested - der Sonderbare
- Ernst Friedemann von Selmitz - der Frische
- Adam Ernst Senfft von Pilsach - der Sanftmütige
- Eberhard von Sickingen - der Nachstellende
- Maximilian von Sigershoven - der Abstechende
- Johann Helwig von Sinolt - der Gezeichnete
- Nikolaus Sixtinus - der Verschwiegene

### Sl - Sz
- Friedrich von Solms-Laubach - der Wertgeachtete
- Heinrich Wilhelm von Solms-Laubach - der Würzende
- Philipp Reinhard von Solms-Lich zu Hohensolms - der Verhütende
- Johann August von Solms Rödelheim - der Liebreiche
- Andreas von Sommerfeldt - der Gewappnete
- Johann von Spanner - der Gleichmäßige
- Lips Kurt Spiegel zum Desenberg - der Silbergraue
- Ferdinand Maximilian von und zu Sprintzenstein - der Stiftende
- Friedrich Maximilian von Stain - der Vermindernde
- Torsten St°alhandske - der Verjüngernde
- Johann Stalmann - der Abgezogene
- Adrian Arndt von Stammer - der Erquickende
- Henning von Stammer - der Hitzige
- Hermann Christian von Stammer - der Erweckende
- Erasmus d J von Starhemberg - der Leidende
- Ernst Dietrich von Starschedel - der Stete
- Haubold Heinrich von Starschedel - der Fortgepflanzte
- Johann Rudolf von Steinwehr - der Löbliche
- Kaspar Stieler - Der Spate
- Johann Stöcker - der Vortreffliche
- Hans Martin von Stolberg-Stolberg - der Bestehende
- Friedrich Ulrich von der Streithorst - der Einziehende
- Johann Wilhelm von Stubenberg - der Unglückselige
- Rudolf Wilhelm von Stubenberg - der Begütigende

### T
- Georg Heinrich von Tangel - der Leibhaftige
- Georg Wolff von Tangel - der Führende
- Georg Moritz von Taubenheim - der Hitzende
- Kaspar von Teutleben - der Mehlreiche
- Eustachius von Thümen - der Erzogene
- Wolf Konrad von Thumbshirn - der Treue
- Dietlof von Tiesenhausen - der Vorkommende
- Johann Ernst von Tiesenhausen - der Scheinbare
- Hermann Tietz - der Schließende
- Wilhelm Tietz - der Leuchtende
- Johann von Trachenfels - der Verfechtende
- Heinrich Gottschalk von der Trautenburg - der Urlaubende
- Kurt von der Trautenburg - der Aufhelfende
- Gottfried von Travelmann - der Dicke
- Hans Heinrich Treusch von Buttlar - der Achtbare
- Jost Sigismund Treusch von Buttlar - der Nasse
- Nikolaus von Troilo - der Widerstrebende
- Johannes Trost von Tieffenthal - der Verwahrende
- Franz von Trotha - der Gebende
- Melchior Andreas von Trotha - der Rote
- Wolf Friedrich von Trotha - der Durchstärkende
- Philipp Heinrich von Tümpling - der Aufrichtige
- Rudolf Wilhelm von Tümpling - der Einwurzelnde

### U
- Hans Christoph von Uechtritz - der Giftige
- Hans Andreas von Uetterodt - der Bezwingende
- Wolf Siegmund von Uetterodt - der Forthelfende
- Georg von Uslar - der Erfrischende

### V
- Christian Joachim von Varel - der Gesuchte
- Friedrich Ulrich von Veltheim - der Grimmige
- Johann Friedrich von Veltheim - der Genesende
- Joachim von Vintzelberg - der Vierblätterige
- Thilo von Vitzenhagen - der Abtreibende
- Christoph Vitzthum von Eckstädt - der Freudige
- Dam Vitzthum von Eckstädt - der Abhelfende
- Johann von Vogel - der Kitzelnde

### W
- Joachim Christian von der Wahl - der Anhenkende
- Volrado IV di Waldeck - der Frühespate
- Volrado V di Waldeck - der Versicherte
- Cristiano di Waldeck - der Betauete
- Filippo VI di Waldeck - der Zarte
- Gottfried of Wallenstein - der Unvergleichliche
- Johann Ulrich von Wallich - der Ausrichtsame
- Bastian von Wallwitz - der Gesetzte
- Christoph von Wallwitz - der Demütige
- Esche von Wallwitz - der Reizende
- Hans von Wallwitz - der Bewegende
- Johann Esche von Wallwitz - der Verbannende
- Erich von Walthausen - der Feurige
- Clemens von Wangelin - der Zugenommene
- Friedrich von Wangenheim - der Niederträchtige
- Georg von Wangenheim - der Freimütige
- Hans Ludwig von Wangenheim - der Verjagende
- Bernd Henrich von Warnstedt - der Schuppichte
- Hans Georg von Wartenberg - der Fortjagende
- Hermann Simon von Wartensleben - der Gewöhnliche
- Johann Joachim von Wartensleben - der Beschlossene
- Wolf Albrecht von Weidenbach - der Verknüpfte
- Siegmund von Weltz zu Eberstein - der Wehrhafte
- Georg Wende - der Pflanzende
- Georg von der Wense - der Erste
- Diederich von dem Werder - der Vielgekörnte
- Gebhard Paris von dem Werder - der Zeitigende
- Heinrich von dem Werder - der Fortkommende
- Kuno Hartwig von dem Werder - der Gemeine
- Paris von dem Werder - der Friedfertige
- Johann Adolf von Werpup - der Bessernde
- Dietrich von Werthern - der Aufklärende
- Friedrich von Werthern - der Überlegene
- Hans von Werthern - der Zertrennende
- Wolfgang von Werthern - der Heilbare
- Matthäus von Wesenbeck - der Fähige
- Eberhard von Weyhe - der Wehrende
- Christoph Johann Wex - der Zugeordnete
- Johann Adam von Wickersheim - der Rostige
- Hans Ernst of Wied-Runkel - der Rauche
- Johann David Wies - der Zunehmende
- Anton von Wietersheim - der Umfahende
- Ernst von Wietersheim - der Einfache
- Gabriel von Wietersheim - der Feiste
- Heinrich Julius von Wietersheim - der Ausziehende
- Ludwig von Wietersheim - der Blaue
- Hans Thomas von Wild - der Rötliche
- Christoph aus dem Winckel - der Verzehrende
- Hans Ernst aus dem Winckel - der Austeilende
- Hans Ernst aus dem Winckel - der Vielgebrauchte
- Johann Georg aus dem Winckel - der Rettende
- Kurt Dietrich aus dem Winckel - der Grüne
- Paul Winckler - der Geübte
- Gottlieb von Windischgrätz - der Kühne
- Friedemann Ludwig von Witzleben - der Naufwachsende
- Georg Friedrich von Witzleben - der Anklebende
- Georg Melchior von Witzleben - der Schnelle
- Hans Ernst von Witzleben - der Gekochte
- Moritz von Wolfframsdorff - der Vermehrte
- Wolff Ernst von Wolfframsdorff - der Einschläfernde
- Bartholomäus von Wolfsberg - der Beflissene
- Matthias von Wolzogen - der Andeutende
- Gottschalk Wonsfleht - der Wohlbekannte
- Friedrich August von Worgewitz - der Offenbarende
- Carl Gustaf Wrangel - der Obsiegende
- Philipp Eberhard von Wrede - der Luftende
- Rembert von Wrede - der Widerstehende
- Rembert Wilhelm von Wrede - der Fegende
- Karl von Wülcknitz - der Unschädliche
- Ludwig von Wülcknitz - der Bekannte
- Julius Siegmund von Württemberg-Oels-Juliusburg - der Unverwelkte
- Sueno Martialis von Württemberg-Oels-Juliusburg - der Erleuchtende
- Sylvius Friedrich von Württemberg-Oels-Juliusburg - der Schützende
- Adolf von Wulffen - der Hintertreibende
- Albrecht Georg von Wulfferodt - der Graue
- Hans Heinrich von Wuthenau - der Gerade
- Heinrich von Wuthenau - der Schwimmende

### Z
- Gottfried Zamehl - Der Ronde
- Christoph Albrecht von Zanthier - der Fette
- Ernst von Zanthier - der Notfeste
- Ernst von Zaradek - der Vollführende
- Niclas von Zastrow - der Schwere
- Otto von Zastrow - der Schaumende
- Hans Bastian von Zehmen - der Hochgerühmte
- Albrecht von Zerbst - der Ballernde
- Siegmund Wiprecht von Zerbst - der Gemäße
- Heinrich Julius von Zerssen - der Erwartende
- Philipp von Zesen - der Wohlsetzende
- Hans von Ziegesar - der Vermischte
- Johann Adolf von Ziegesar - der Stehende
- Hans Rudolf Ziegler - der Ehrnfeste
- Heinrich Ziegler - der Scharfsinnige
- Franz Ludwig Zorn von Plobsheim - der Weiche
- Georg Dietrich Zorn von Plobsheim - der Leichternde
- Christoph von Zülow - der Faslichte

## La rinascita
Il 18 gennaio 2007 a Köthen la Società dei Carpofori venne rifondata ufficialmente, con crismi moderni, nel rispetto delle antiche tradizioni, ammettendo stavolta anche le donne, che svolgono ad oggi un ruolo preminente nell'organizzazione.
Di essa fanno parte oggi personaggi politici, filosofi, letterati e poeti come il tedesco Kunze ed è aperta a tutti coloro che, pur non essendo tedeschi di nascita, si sentano vicini agli ideali dell'associazione.